# نزهة الركراكي
نزهة الركراكي (مواليد 17 ديسمبر 1957) ممثلة مغربية، وواحدة من أبرز ممثلات الجيل الثاني في الساحة الفنية المغربية. شاركت في عدة أفلام، ومسلسلات، ومن بين مسلسلاتها التي نجحت سلسلة من دار لدار. وكذا عدة مسرحيات مثل : الرجل الذي و المرأة التي، وهي متزوجة من المغني «البشير عبدو» ولها ابنان، علي لمجرد والمغني سعد المجرد.

## حياتها الخاصة
نزهة الركراكي متزوجة من الفنان المغربي البشير عبدو الذي ٱلتقاها في تونس خلال أسبوع ثقافي رفقة عدد من الممثلين والموسيقيين المغاربة حيث حطت الرحال لعرض مسرحيتها قاضي الحلقة سنة 1975. تكلل زواجهما بإبنين هو علي لمجرد والفنان المغربي سعد لمجرد.

## أفلامها
- 1987 قفطان الحب
- 1989: الرياح من توسان
- 1998: أصدقاء الأمس
- 1999: مبروك
- 2000: جاني أم بريء
- 2005: هنا ولهيه

## مسلسلات
- 2002: من دار لدار
- 2006: خالي عمارة
- 2014: خاطر من ندير
- 2019: دابا تزيان
- 2022: صافي سالينا
- 2023: يبان يبان

## روابط خارجية
- نزهة الركراكي على موقع IMDb (الإنجليزية)
- نزهة الركراكي على موقع ألو سيني (الفرنسية)
- نزهة الركراكي على موقع كينوبويسك (الروسية)